# フェイズシフト装甲
フェイズシフト装甲（フェイズシフトそうこう、Phase Shift Armor）は、テレビアニメ『機動戦士ガンダムSEED』などの「ガンダムSEEDシリーズ」作品に登場する架空の装甲技術。略称はPS装甲。本記事では派生技術であるトランスフェイズ装甲（TP装甲、Trance Phase Armor）とヴァリアブルフェイズシフト装甲（VPS装甲、Variable Phase Shift Armor）の解説も行う。

## 概要
『SEED』のアニメ第2話でその機能が描写された。作中ではこの装甲を持ったモビルスーツ (MS) がグレーの「ディアクティブモード」からカラフルな機体色へ変貌すると、実弾や打撃などの物理的攻撃を受けてもダメージを受けない描写が見られ、第5話などではエネルギー切れを起こしたMSがディアクティブモードに戻り、窮地に陥るという描写がある。
『SEED』で設定製作を担当した下村敬治はインタビューに際し、「ウルトラマン」シリーズの影響から設定された旨の発言をしている。また、同じく設定製作を担当した森田繁によれば、監督である福田己津央からのオーダーは『ビッグX』のような無敵のガンダムにしたい、ミサイルや砲弾は跳ね返すが、ビームを受けると壊れる装甲というものだったという。

## 作中の設定
一定の電圧の電流を流すことで相転移する特殊装甲である。このことから相転移装甲とも呼ばれ、一定のエネルギーを消費することにより、物理的な衝撃を無効化する効果がある。相転移にともない装甲面の分子配列が変わり、色も変化する性質がある。通電することにより非通電時のディアクティブモードといわれるメタリックグレーの装甲色が有彩色化する。また、相転移時の色は装甲にかけられた電圧の供給率、装甲部材の微細な差異によって決まる。この表面の色の違いは反射能によるもので、PS装甲搭載機においても各部で電力供給の振り分けは一定ではない。そのため、電力を振り分ける割合を変えることで、表面色を変化させることも可能である。
PS装甲採用型MSの防御力は、実剣や実体弾の衝撃をほぼ無効化する。また、耐熱性も向上し、MSであれば大気圏突入時の熱に耐用する。また、通常装甲よりもビーム攻撃に対する耐久性も増し、威力の低いビームマシンガンなどの直撃に耐えることができる。また、従来の重装甲化措置に比べ重量増による機動性の低下が発生しづらいため、防御力と機動力の両立も可能なシステムといえる。
装甲の技術研究はアドヴァンスト・スペース・ダイナミック社で行われ、「大西洋連邦ヘブンアイランド技術研究所」におけるマリュー・ラミアス大尉の主導のもとで開発を進行し、大西洋連邦において初めて実用化に成功した。オーブ連合首長国と共同開発したMS・G兵器（GAT-Xシリーズ）の装甲として実用化された。理論的には以前から存在していた技術だったが、それまで正式採用されなかった理由は不明。また、装甲材となる金属は無重力、またはそれに準じた低重力環境でしか精製が不可能である。
一方で、プラントは奪取したG兵器の解析技術をもとにPS装甲を実用化。また、大西洋連邦と共にG兵器を開発したオーブでは秘密裏に大西洋連邦の技術を盗用して国産MSを開発する計画を立てており、そのひとつとしてPS装甲の盗用も試みたが、ブラックボックスであるこの技術の解析・模倣は難航し、純国産機での採用は断念した。一次大戦末期には、オーブ近海でブリッツガンダムの右腕部と大破したストライクを回収したことと、それによる解析から実用化にこぎ着ける。

### 欠点・弱点
実体兵器には堅固な防御性能を発揮するものの、粒子ビームやレーザーといった光学兵器を受けた際はダメージが発生する。また、装甲の相転移（＝防御力）を維持するためには持続的な電力供給が必要となり、エネルギー消費の増大によって搭載機の稼働時間を大幅に短縮する欠点がある。特に被弾の瞬間は平常時以上に電力を消費し、被弾回数に応じて機体の稼働時間も短縮される。エネルギー切れでメタリックグレーのディアクティブモードに戻った状態をフェイズシフトダウンと呼び、敵に対してもエネルギー切れが露呈する欠点もある。また、ミサイルや剣など実体兵器による攻撃に対しても、装甲の破損は防げてもその内部に与える衝撃までは相殺できない。『SEED』第13話 - 第15話においては、大気圏を突入したストライクがコックピット内への温度上昇を防ぎきれず、パイロットが疲弊した描写もみられる。同作第30話（リマスター版28話）においては、バスターガンダムが高高度からの落下により背面から地面に叩きつけられ、ハイドロの喪失や駆動系のトラブルを発生させ稼働不能になる描写もある。
また物理攻撃であっても、グフクラッシャーの装備するインパクトバイスを炸薬により300万Gの圧搾力で20-30発ほど連撃すれば粉砕されるという。また、ゲイルストライクのウイングソーはあらかじめ対象の装甲データが判明している場合に限り、材質に合わせた高周波振動でPS装甲を切断できる。実弾射撃兵器においては、原理不明ながらもストライクルージュに装備されたオオトリのレールガンはPS装甲を破壊できるとされている。またこちらも詳細は不明だが、リニアガン・タンクにもPS装甲に対応したタンデム弾頭の開発が試みられていたようである。
劇場版では、VPS装甲が激しく物理的ダメージを受け続ければダメージを相殺する際に消費されるエネルギーがバッテリーを消耗させ、またフレーム構造材自体がPS装甲であるストライクフリーダムなどの機体では内部骨格の激しい負荷に対しても貯蔵電力を奪われる為、核エンジン搭載機であっても消費電力が電力供給量を上回り戦闘継続が困難になっていく様子も描かれている。
また、C.E.においては対ビーム用の振動鋼材技術が存在し、これはMS用の対ビームシールドに用いられている。同技術は金属摩耗が激しく、PS装甲と併用した場合、その寿命を縮めることから推奨はされていない。ただし、C.E.73年においてはザフトがセカンドステージ機のアビスガンダムの両肩部シールドにおいて、VPS装甲と対ビームコーティングの両立を行っている。また、製造コストは通常装甲に比べて高騰する。一次大戦においてはザフトによって宇宙における製造に適した立地を抑えられたことから、連合軍はストライクダガー開発においてPS装甲を採用しない量産計画を立てている。
そして劇場版に登場するブラックナイツでは次世代のPS装甲と呼ばれるフェムテク装甲（FT装甲）が登場しており、これはフェムトメートル(0.000001ナノメートル)の領域を制御する技術を採用したもので、ラミネート装甲と違って効力が装甲面積に左右されない上に、フェイズシフト装甲と違って電力を必要とせず半永久的に防御力を維持し続けることが可能となったことから、PS装甲が弱点としていたビーム兵器に対する高い防御力を得ている（しかしながら高出力ビームやビームサーベルまでは無効化できない）。その一方でPS装甲ではほぼゼロ距離射撃の直撃でも防げたレールガンで大きなダメージを受けるなど、一長一短であり、完全にPS装甲の能力を上回り、そして置き換えるものとまでは言えない。

### 派生技術
ストライクフリーダムガンダムは、キラ・ヤマトの卓越した反射能力が発揮して生じる高機動性による負荷から機体構造を保護するため、装甲だけではなく機体フレームにもPS装甲材を採用している。並の強度では耐えきれないほどの負荷がフレームに加わった場合、予備電力も活用して瞬間的にPS出力を極大値に引き上げ、フレームが金色に発光して光子の形で負荷を放散する。また、インフィニットジャスティスガンダムにも同様の機構が搭載されており、こちらは銀色に発光する。そのほか、デスティニーガンダムにも人間に近い動きから生じる負荷を軽減するため、PS装甲技術を転用した特殊素材を使用したほぼ同様の機構が搭載されており、アクティブ状態で鈍い金属光に発光、改良型のSpec IIでは赤色に発光している。
上記の機体以外にも、PS装甲材を刀身や槍状装備に転用したガンダムアストレイ ゴールドフレーム天やミラージュフレームなどが存在し、PS装甲材は防御装甲としての用途以外にもいくつかの派生技術が存在する。

## トランスフェイズ装甲
通常装甲の内側にPS装甲を備えた複合構造となっており、内側のPS装甲は外装に内蔵されている圧力センサーに反応があったときのみ、PS化する方式をとっている。それゆえ、従来のPS装甲のように相転移を常時維持する必要がなく、機体のエネルギー消費量は大幅に軽減される。また、外側は相転移を起こさない通常の装甲であるため、外見からエネルギー切れが露呈する心配もない。
後期GAT-Xシリーズはコックピットやエンジンブロックなどのバイタルパート周辺のみにTP装甲を備えることで、さらなるエネルギー消費の軽減を図っている。着弾の際は上面に積層した装甲が貫通する過程でセンサーによって下面のPS装甲にスイッチが入り、防護する仕組みとなっている。
なお、アストレイ ブルーフレームがセカンドLへ改修された際にも、コックピット周辺に同様の二重装甲が組み込まれている。このPS装甲は改修現場で同時に製造中だったストライクルージュ用のものを使用しており、ロウ・ギュールがTP装甲の存在を知らないまま独自に思いついたものである。

## ヴァリアブルフェイズシフト装甲
『機動戦士ガンダムSEED DESTINY』より登場。
従来のPS装甲からの変更点として、装甲への通電量を変化させることが可能となっている。装備や状況ごとに装甲へのエネルギー配分を調整・最適化することで電力消費のロスを抑えることができ、耐弾性や装甲色も変化させる。この装甲の雛形となったのはストライクルージュ用のPS装甲であり、地球連合によるオーブ侵攻作戦で流出した技術が、その礎を作る。
ほかの装備に使用するエネルギーを装甲に回すことが可能であり、インパルスでは装備によって装甲の強度が変化し、近接戦闘用の武器をもつソードインパルスでは装甲への割り振りが高められているとしている。また、外伝作品である『機動戦士ガンダムSEED DESTINY ASTRAY』に登場するアビスインパルスは対水圧のために装甲が全身同じ強度に統一されているとしている。また、『DESTINY ASTRAY』に登場するテスタメントガンダムは同作の漫画版において格闘戦時に装甲を白色から赤色に変化させており、書籍によっては通常時の装甲色は白いが、白兵戦時には耐久性を重視した赤色の高強度状態に移行するともしている。一方で、電力消費を大幅に抑えられるものの大きな強度変化はなされないとする資料も存在する。
おもな用法は装備に合わせた消費電力の最適化であり、インパルス、ストライクE（ストライクノワール）、ライゴウガンダムなどはこの機能を活用している。一方で、機体側の電圧設定を変えれば装甲色は自由に変更できるため、バルドフェルド搭乗時のガイアガンダムのように専用カラーに置き換えるために用いられるケースも存在する。加えて、戦闘中に任意で装甲電圧を切り替え、防御力の変更も可能。また、飛行試験の計測用に白いラインをあしらったプロトセイバーや、パイロットの嗜好に合わせて白い十字マークを施したテスタメントのように、カラーパターンはマーキング目的で細かく行えることが示唆されている。

## 民生品
本来、PS素材は生産に大規模な施設が必要な上に生産コストが高いため、軍用以外には使用されていなかったが、ザフト軍のジェネシスαを接収して本部にしたジャンク屋組合が、ジェネシスαの外壁に使われていたPS装甲を加工して民生品として売り出している（主な用途は自家用車の耐衝撃フレーム）。